# Malaicoccus formicarii
Malaicoccus formicarii är en insektsart som beskrevs av Takahashi 1951. Malaicoccus formicarii ingår i släktet Malaicoccus och familjen ullsköldlöss. Inga underarter finns listade i Catalogue of Life.